# Tilstock
Tilstock – wieś w Anglii, w hrabstwie Shropshire, w dystrykcie (unitary authority) Shropshire. Leży 4,5 km od miasta Whitchurch, 25,1 km od miasta Shrewsbury i 237 km od Londynu. W 2016 miejscowość liczyła 796 mieszkańców.